# St. Christopher (1943)
St. Christopher är en tidigare bogserbåt som byggdes år 1943 i Camdon i Maine i USA som ATR-20 åt USA:s flotta.
Fartyget, som byggdes med stöd från  Miss Joy D. Creyk, lånades ut till Storbritannien på ett förmånligt hyresavtal den 24 april 1943 och döptes samma dag i Boston till  HMS Justice. Under resten av andra världskriget användes hon av Royal Navy som bärgningsfartyg och i juni 1944 deltog hon i invasionen av Normandie.
Justice återlämnades till USA:s flotta den 20 mars 1946 och återfick sitt gamla namn. Fartyget ströks ur rullorna den 3 juli 1946 och såldes den 3 oktober 1947 till Leopoldo Simoncini i Buenos Aires. Hon döptes om till St. Christopher och registrerades i Costa Rica.

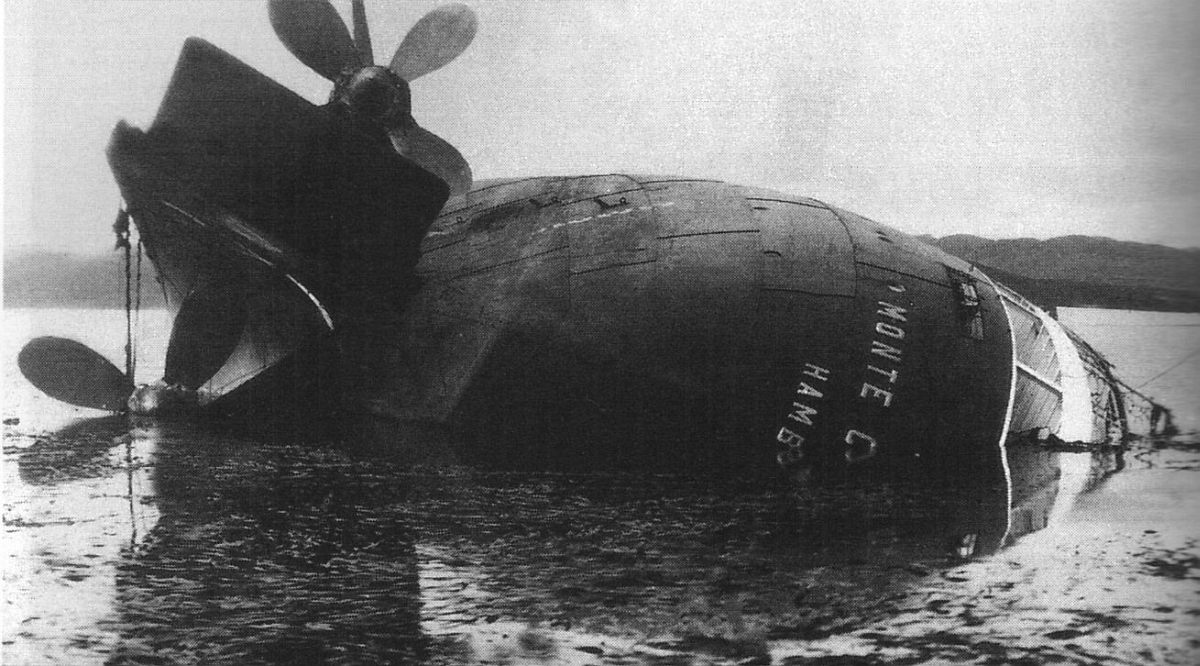
Aktern på den förlista ångaren Monte Cervantes.

År 1953 anlitades hon och flera argentinska marinfartyg för bärgning av det förlista tyska ångfartyget Monte Cervantes i Beaglekanalen. Året efter fick St. Christopher motorproblem och skadade rodret. Hon lades upp i Ushuaia i Argentina och sattes på grund och övergavs i hamnen år 1957, där hon fortfarande (2024) ligger kvar. År 2004 tömdes hennes tankar för dieselolja.